# Murray Valley Highway

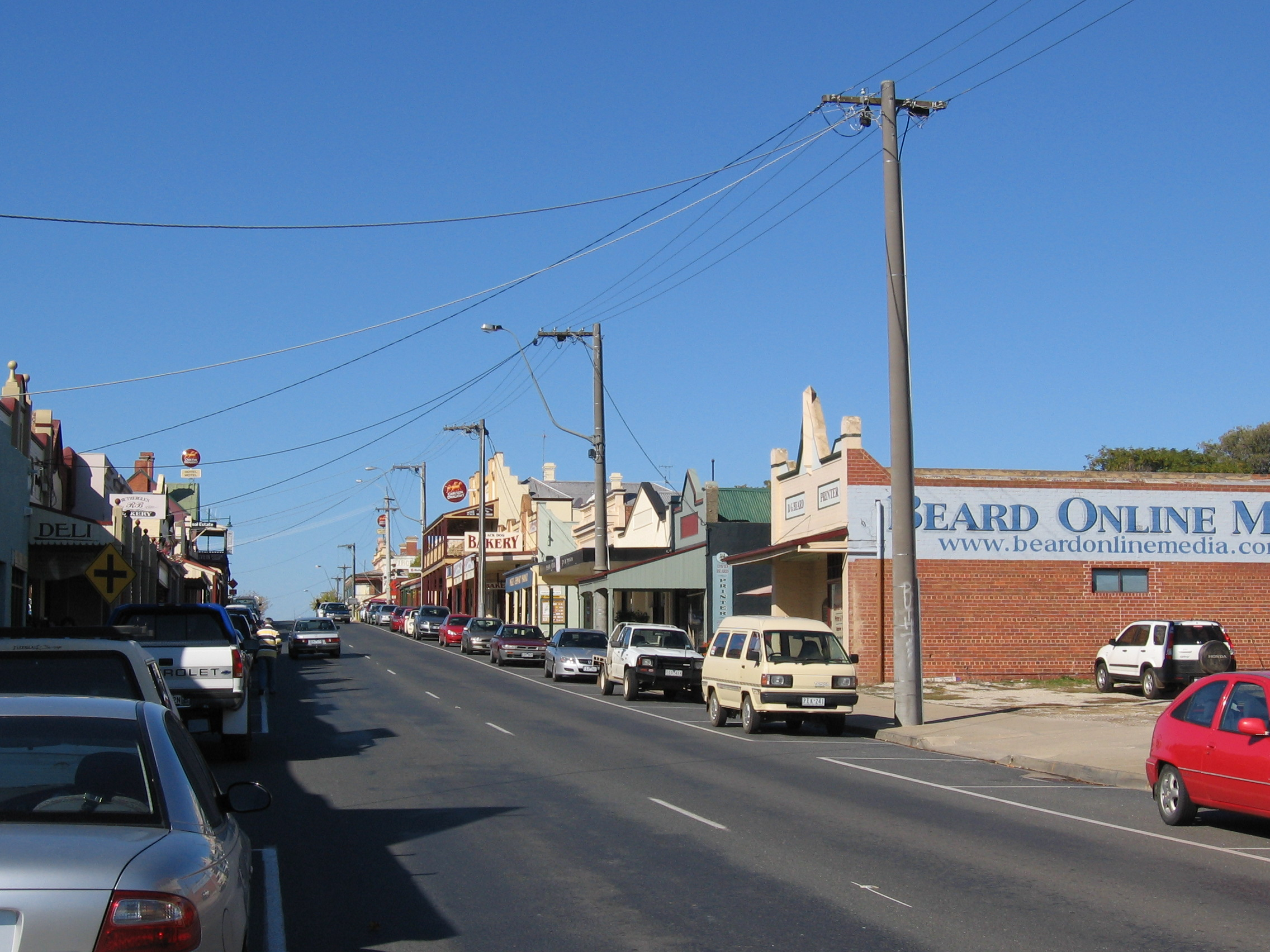
La Murray Valley Highway dans sa traversée de
Rutherglen.

La Murray Valley Highway(/) est une route longue de 552 km orientée nord-ouest sud-est et qui suit la rive sud du fleuve Murray, au Victoria, en Australie.
L'extrémité ouest de la route se trouve à l'extrémité du pont sur le Murray à Robinvale, prolongeant ainsi la route nationale 16. La route rejoint la Sturt Highway 2 km plus au nord. Autrefois, la Murray Valley Highway continuait plus vers l'ouest jusqu'à la Calder Highway à Hattah. L'extrémité est se trouve dans les contreforts de la Cordillère australienne à Corryong. La route continue vers l'est en traverseant la frontière vers la Nouvelle-Galles du Sud pour devenir l'Alpine Way.
La plus grande partie de la route est plate et assez rectiligne, passant le plus souvent au milieu des terres agricoles irriguées. Elle devient plus vallonnée et sinueuse à l'est de Wodonga, avec une partie plus montagneuse entre Tallangatta et Corryong.
Les grandes localités le long de la route sont Robinvale, Swan Hill, Kerang, Cohuna, Echuca, Nathalia, Strathmerton, Cobram, Yarrawonga, Rutherglen, Wodonga, Tallangatta et Corryong

## Référence
- http://www.exploroz.com/TrekNotes/WestVic/Murray_Valley_Hwy.aspx